# Puerto de Providencia
Puerto de Providencia är en ort i Mexiko.   Den ligger i kommunen Mexquitic de Carmona och delstaten San Luis Potosí, i den centrala delen av landet, 400 km nordväst om huvudstaden Mexico City. Puerto de Providencia ligger 1 867 meter över havet och antalet invånare är 1 265.
Terrängen runt Puerto de Providencia är platt åt nordost, men åt sydväst är den kuperad. Terrängen runt Puerto de Providencia sluttar norrut. Runt Puerto de Providencia är det ganska tätbefolkat, med 134 invånare per kvadratkilometer. Närmaste större samhälle är Ahualulco, 11,0 km väster om Puerto de Providencia. Omgivningarna runt Puerto de Providencia är i huvudsak ett öppet busklandskap.